# Nikołaj Onoprijenko
Nikołaj Nikołajewicz Onoprijenko, Mykoła Mykołajowycz Onoprijenko (ros. Николай Николаевич Оноприенко, ukr. Микола Миколайович Онопрієнко, ur. 6 grudnia?/19 grudnia 1911 we wsi Uił w obwodzie aktobskim, zm. 12 listopada 1979 w Orenburgu) – radziecki wojskowy, pułkownik, Bohater Związku Radzieckiego (1945).

## Życiorys
Urodził się w ukraińskiej rodzinie chłopskiej. W 1927 skończył szkołę, w sierpniu 1930 został brygadzistą w kołchozie w rodzinnej wsi, w listopadzie 1931 został powołany do Armii Czerwonej, w maju 1932 skończył szkołę pułkową w Termezie. Służył w Środkowoazjatyckim Okręgu Wojskowym, uczył się w szkole wojskowej im. Lenina w Taszkencie, był dowódcą plutonu, zastępcą dowódcy i dowódcą kompanii, w czerwcu 1939 ukończył kursy „Wystrieł”, po czym został dowódcą kompanii pułku w Kuszce. Od października 1939 do lutego 1941 był naczelnikiem szkoły pułkowej w Aszchabadzie, od 1941 należał do WKP(b), w sierpniu 1941 został p.o. pomocnika dowódcy pułku, który 24 sierpnia 1941 w składzie 53 Armii wkroczyła do Meszhedu w Iranie, jednak we wrześniu 1941 Onoprijenko został wyznaczony dowódcą samodzielnego batalionu piechoty 36 Brygady Piechoty w Samarkandzie. W październiku 1941 został wraz z brygadą skierowany na Front Zachodni, w składzie 16 Armii brał udział w bitwie pod Moskwą i w operacji klińsko-sołniecznogorskiej, 28 grudnia 1941 został ranny w nogę i odesłany do szpitala w Saratowie. Po wyleczeniu w lutym 1942 został dowódcą batalionu moździerzy 134 Brygady Piechoty, w której składzie od lipca 1942 walczył na Froncie Briańskim, jesienią 1942 mianowano go dowódcą pułku, w styczniu-lutym 1943 uczestniczył w operacji woronesko-kastorneńskiej, m.in. w wyzwoleniu Małoarchangielska.
Od kwietnia 1943 dowodził pułkiem w składzie 13 Armii Frontu Centralnego, brał udział w bitwie pod Kurskiem, operacji orłowskiej, czernihowsko-prypeckiej i homelsko-rzeczyckiej, w forsowaniu rzeki Snow i wyzwalaniu miasta Szczors, 7 listopada 1943 został ponownie ranny. W maju 1944 został zastępcą dowódcy 193 Dywizji Piechoty 1 Frontu Białoruskiego, a w czerwcu 1944 dowódcą 118 Gwardyjskiego Pułku Piechoty 37 Gwardyjskiej Dywizji Piechoty 65 Armii 1/2 Frontu Białoruskiego (od 19 sierpnia 1944 w stopniu pułkownika), uczestniczył w operacji białoruskiej, podczas której wyróżnił się podczas zajmowania Baranowicz, we wrześniu-październiku 1944 brał udział w walkach o uchwycenie przyczółka serockiego na Wiśle, później w operacji wschodniopruskiej. W lutym 1945 został zastępcą dowódcy 37 Gwardyjskiej Dywizji Piechoty 18 Korpusu Piechoty 65 Armii 2 Frontu Białoruskiego, uczestniczył w walkach o Gdańsk, później w nocy na 19 kwietnia 1945 w forsowaniu Odry. W lipcu 1945 został dowódcą 118 Gwardyjskiego Pułku Piechoty/88 Gwardyjskiego Pułku Zmechanizowanego, a w 1945 wojskowym komisarzem w komisariacie rejonowym w mieście Czkałow (obecnie Orenburg), we wrześniu 1954 został zwolniony do rezerwy.

## Odznaczenia
- Złota Gwiazda Bohatera Związku Radzieckiego (29 czerwca 1945)
- Order Lenina (29 czerwca 1945)
- Order Czerwonego Sztandaru (trzykrotnie)
- Order Suworowa III klasy (28 kwietnia 1944)
- Order Kutuzowa III klasy (16 lutego 1945)
- Order Aleksandra Newskiego (6 października 1943)
- Order Czerwonej Gwiazdy
- Medal „Za Odwagę” (20 września 1942)
- Medal „Za zasługi bojowe” (3 listopada 1944)
- Medal „Za obronę Moskwy”
- Medal „Za zwycięstwo nad Niemcami w Wielkiej Wojnie Ojczyźnianej 1941–1945”
- Medal „Za wyzwolenie Warszawy”
- Medal „Weteran Sił Zbrojnych ZSRR”
- Krzyż Walecznych (Polska Ludowa)
- Medal za Odrę, Nysę, Bałtyk (Polska Ludowa)
- Wojskowy Medal Króla Jerzego IV (Wielka Brytania, 10 marca 1944)